# GP32
Der GP32 ist eine Handheld-Konsole der südkoreanischen Firma Game Park. Im November 2005 wurde von der von ehemaligen Game-Park-Angestellten gegründeten Firma Gamepark Holdings mit dem GP2X ein Nachfolger auf den Markt gebracht.

## Entwicklungsgeschichte
Im Jahre 1999 entwickelte die neu gegründete Firma Game Park sogenannte mobile devices, die sich im Handy- und Kommunikations-Markt etablieren sollten. Aus den anfänglichen Entwicklungsversuchen kristallisierte sich ein komplett anderes Konzept hinaus, das zur Entwicklung des GP32 führte. Das Gerät wurde zunächst als reine Handheld-Konsole konzipiert und vermarktet. 2001 wurde es in Südkorea veröffentlicht und durch Import-Händler wie Lik-Sang auch Interessierten aus anderen Ländern zugänglich gemacht. Es gelang der Hobbyentwicklerszene recht schnell, selbstentwickelte Applikationen auf dem GP32 laufen zu lassen, woraufhin Game Park das Software Development Kit und die Software Free Launcher, die das Starten von unsignierter Software erlaubte, öffentlich und kostenlos zur Verfügung stellte.
2003 bekundete die japanische Mitsui Group Interesse, das Gerät in Europa zu vertreiben, doch es kam kein Vertrag mit Game Park zustande. Game Park stellte die GP32 auf der Games Convention 2003 auf einem eigenen Stand vor. 2004 brachte der spanische Distributor VirginPlay, eine Tochterfirma der Virgin Group, den Handheld in Spanien und Portugal auf den Markt.
Game Park teilte sich 2005 in zwei Firmen, Game Park und Gamepark Holdings. Gamepark Holdings stellte den GP2X vor und Game Park den XGP. 2007 meldete Game Park Insolvenz an.

## Technische Daten
- Abmessungen: 147 mm × 88 mm × 34 mm
- Gewicht: 163 g
- Display: 3½"-TFT-Bildschirm (65536 verschiedene Farben)
- Auflösung: 320 × 240 Pixel
- CPU: 32-bit RISC CPU (ARM-Architektur), getaktet mit 133 MHz
- Arbeitsspeicher: 8 MB SDRAM
- ROM: 512K (Flash-Speicher, d. h. eigene Software kann eingespielt werden)
- Klang: 44,1 kHz 16-Bit-Stereo-Klang, Kopfhöreranschluss, Stereolautsprecher eingebaut
- Speichermedium: Smart-Media-Card (SMC) bis 128 MB
- Mehrspieler: Bis zu 4 über Funkmodul
- PC-Verbindung: USB-Kabel
- Stromversorgung: 2 AA-Batterien oder 3V-DC-Adapter
- Steuerung: 4-Wege-Digitalpad (Joystick) und 6 Knöpfe

## Versionen
Im Laufe seines Produktlebenszyklus wurden verschiedene Modelle des GP32 veröffentlicht:
- NLU (Non Light Unit)

Die ursprüngliche Version des GP32, die wie der erste Game Boy Advance über keine Beleuchtung verfügt. Da es sich um das ursprüngliche Modell handelt, ist NLU eine inoffizielle Bezeichnung.
- FLU (Front Light Unit)

Ein Umbau für die NLU Ausführung. Die eingebaute Beleuchtung kann über einen Schalter an der Rückseite eingeschaltet werden. Die Farbqualität ist jedoch etwas schlechter als bei der offiziellen BLU-Baureihe und es traten auch vereinzelt Probleme auf, da sich Staub im Display ansammelte.
- BLU (Back Light Unit)

Als die Pläne den GP32 nach Europa zu bringen Gestalt annahmen, erschien eine offizielle, beleuchtete Version. Die Qualität der Beleuchtung dieser Version ist besser als bei der FLU-Baureihe. Bei starker Sonneneinstrahlung ist aber die Sicht stark beeinträchtigt.
- BLU+

Gegen Ende 2004 wechselte Game Park den Hersteller des Displays. Der Wechsel verursachte einige Inkompatibilitäten, die mittlerweile zum Großteil von der recht aktiven Community behoben wurden. Aufgrund dieser Probleme stellte jedoch Lik-Sang den Verkauf ein. Ansonsten besteht kein Unterschied zur BLU-Version, der Name BLU+ wurde von der Community gewählt, um den Wechsel bei den verbauten Displays deutlich zu machen, er stellt keine offizielle Modell-Bezeichnung dar.